# 프랭크 오스틴
프랭크 오스틴(Frank Austin, 1877년 10월 9일 ~ 1954년 5월 13일)은 미국의 배우이다.
마운드 시에서 태어났으며 로스앤젤레스에서 사망하였다.

## 영화
- 스테이트 오브 더 유니온 (1948년)
- 스웰 가이 (1946년)
- 나이스 걸 (1941년)
- 스미스씨 워싱톤 가다 (1939년)
- 헐리우드 파티 (1934년)
- 장난감 나라 (1934년)
- 로마 스캔달 (1933년)